# Time Flies (игра)
Time Flies (с англ. — «время летит») — приключенческая компьютерная игра, разработанная 
Playables и изданная Panic. Релиз игры состоялся 31 июля 2025 года для Windows, PlayStation 5 и Nintendo Switch.

## Игровой процесс
Time Flies - ироничная приключенческая игра, где игрок управляет мухой, которой за ограниченное время жизни предлагается выполнить ряд задач. Например, научиться играть на инструменте, разбогатеть, прочитать книгу или просто послушать музыку. Задачи выполнять необязательно, игрок может просто исследовать игровой мир до тех пор, пока муха не умрёт. Графика выполнена в нарисованном от руки стиле с минималистичным художественным оформлением, выполненным в чёрно-белой эстетике.
В начале игры игрок выбирает страну, от которой зависит время жизни мухи. Оно рассчитывается на основе средней продолжительности жизни в этой стране и выражается в секундах. Например, при выборе США игра отводит 76,4 секунды — столько составляет средняя продолжительность жизни в этой стране, выраженная в годах. Однако муха может умереть раньше, так как почти всё в игровом мире может привести к её гибели.

## Разработка и выпуск
Игра была разработана швейцарской студией Playables, ранее выпустившей экспериментальные проекты KIDS и Plug & Play. Издателем выступила компания Panic.
По словам геймдизайнера Михаэля Фрая, игра выросла из ранней идеи браузерного расширения, добавлявшего мух на отслеживающие элементы сайтов. На начальных этапах рассматривался минималистичный подход, включая вариант с персонажем в виде одного пикселя. Визуальный стиль игры вдохновлён Glider — первой видеоигрой, в которую Фрай играл на компьютере своего отца.
Во время разработки авторы изучали реальные списки дел перед смертью, опубликованные в интернете. По словам Фрая, «это было довольно удручающее занятие, потому что большинство таких списков — скорее способ похвастаться, чем что-то действительно значимое».
Игра была анонсирована 9 июня 2022 года в рамках сегмента Day of the Devs (с англ. — «День разработчиков») на мероприятии Summer Game Fest. Первоначально выход был запланирован на 2023 год, но на презентации Panic Games Showcase 2023 его перенесли на 2024-й. Тем не менее, игра не вышла в указанный срок, и её релиз был вновь отложен на 2025 год. В июле 2025 года был представлен трейлер с точной датой выхода — 31 июля 2025 года, а также указано, что игра выйдет на Windows, Nintendo Switch и PlayStation 5.

## Отзывы
| Сводный рейтинг       | Сводный рейтинг          |
| Агрегатор             | Оценка                   |
| --------------------- | ------------------------ |
| Metacritic            | 80/100 (NS) 74/100 (PS5) |
| OpenCritic            | 79/100 (72 %)            |
| Иноязычные издания    |                          |
| Издание               | Оценка                   |
| Game Informer         | 7,25/10                  |
| Nintendo Life         | [ 16 ]                   |
| Nintendo World Report | 9/10                     |
| Push Square           | [ 18 ]                   |
| The Guardian          | [ 19 ]                   |
| Metro                 | [ 20 ]                   |

Согласно агрегатору рецензий Metacritic, версия Time Flies для Nintendo Switch получила «в основном положительные» отзывы от критиков, тогда как версия для PlayStation 5 — «смешанные или средние». По данным OpenCritic, 72 % рецензентов рекомендовали игру, средняя оценка от ведущих критиков составила 79 баллов из 100.